# 3157 Novikov
3157 Novikov eller 1973 SX3 är en asteroid i huvudbältet som upptäcktes den 25 september 1973 av den sovjetisk-ryska astronomen Ljudmila Zjuravljova vid Krims astrofysiska observatorium på Krim. Den har fått sitt namn efter Alexei Ivanovich Novikov.
Asteroiden har en diameter på ungefär 30 kilometer och den tillhör asteroidgruppen Nocturna.